# Joel Bello Soares
Joel Bello Soares  (Rio Largo, 14 de setembro de 1934 — Brasília, 5 de dezembro de 2024) foi um pianista brasileiro.

## Biografia
Joel Bello Soares, alagoano, iniciou seus estudos em Maceió com os professores Lisete Lira e João Ulisses Moreira. No Rio de Janeiro foi aluno de Hermínia Roubaud. Após concluir o curso superior, foi agraciado com uma bolsa de estudos de aperfeiçoamento oferecida pelo governo francês. Rumou para Paris, onde teve como mestre Jacques Février. Convidado pela Embaixada da Espanha em Brasília, fez-se presente aos cursos de música de Santiago de Compostela, onde trabalhou música espanhola com Federico Mompou e Rosa Sabater. 
Apresentações na América, Europa, África e Médio Oriente marcam a trajetória artística de Joel Bello Soares, cujas apresentações se espalham pelas principais cidades brasileiras. Sempre convidado, realiza cursos e palestras e destaca-se como jurado em vários concursos de piano nacionais e internacionais. 
Sua primeira apresentação em Brasília deu-se na Sala Martins Pena, o que marcou também o primeiro recital de piano na referida sala, em 1967, com renda destinada à Casa do Candango. A convite da Universidade de Brasília veio para a capital federal, tendo depois lecionado na Escola de Música de Brasília, na qual colaborou na inauguração da atual sede. Nesses estabelecimentos exerceu contínua atividade didática paralelamente às atividades como concertista. 
Foi coordenador artístico e pedagógico do VI ao X Curso Internacional de Verão de Brasília (CIVEBRA) e, como visitante do Círculo de Cultura Musical /ARTAVE (Famalicão, Portugal) tem desenvolvido vários cursos de interpretação e técnica pianística. Recebeu uma homenagem do citado estabelecimento por ocasião dos 25 anos de sua colaboração com a escola, com gravação e lançamento de disco. 
No Instituto Camões, em Brasília, prestou assessoria musical quando apresentou uma plêiade de artistas portugueses e brasileiros.

## Prêmios
- Medalha de ouro em concurso promovido pela Academia Lorenzo Fernandes - Rio de Janeiro
- Medalha da ordem do mérito da presidência da República Portuguesa
- Comenda dos Palmares do Estado de Alagoas
- Comenda Desembargador Mário de Gusmão do município de Maceió, Alagoas
- Título doutor honoris causa pela Universidade Federal de Alagoas (UFAL)[3]

## Discografia
- Momentos musicais - de Carlos Gomes a Nazareth - LP - São Paulo
- Recordações de um sarau artístico - Álbum com 3 LPs - Brasília
- Valsas, polcas e mazurkas - LP - Rio de Janeiro
- Villa-Lobos e Mignone - Numérica - Portugal[4]
- 25 anos de CCM/ARTAVE - Portugal

## Publicações
- Alagoas e seus Músicos - trata-se de uma pesquisa biográfica sobre a música e músicos em Alagoas.[5] (Thesaurus Editora, 1999)ISBN 8570621833